# Paštunščina
Paštunščina (پښتو / Pəx̌tó, IPA-ps: pəʂˈt̪o, pʊxˈt̪o, pəʃˈt̪o, pəçˈt̪o) je iranski jezik, ki ga govorijo v Afganistanu in Pakistanu.